# Megaselia brevior
Megaselia brevior är en tvåvingeart som först beskrevs av Schmitz 1924.  Megaselia brevior ingår i släktet Megaselia och familjen puckelflugor. Arten är reproducerande i Sverige. Inga underarter finns listade i Catalogue of Life.